# ابراهیم غرناطی
ابراهیم بن احمد بن عبدالرحمان غَرناطی همچنین شهرت یافته به ابن عمارهٔ انصاری (۱۱۰۲–۱۱۸۳م) قاضی اندلسی در سدهٔ ششم هجری بود. در گرانادا زاده شد و همان‌جا پرورش یافت. ابتدا بر برخی نواحی گرانادا قضاوت برگرفت. سپس پس از آشوب هنگام برافتادن دولت به مایورکا رفت و ساکن آنجا شد. از او همچنین اثری به نام «الشروط» به جای مانده است.